# 林美秀 (演員)
林美秀（1967年6月6日—），台灣女演員、主持人、歌手。是首位同時榮獲金馬獎、金鐘獎，以及台北電影節最佳女配角獎殊榮的女演員。

## 生平
出生於宜蘭縣羅東鎮，家中經營中藥行，底下有兩個弟弟。就學於羅東國小，小時候參加過蘭陽舞蹈團。畢業於國光藝校舞蹈科後，加入馬雷蒙的R2舞群，加入R2舞群半年後轉戰餐廳秀，曾擔任歌手蔡幸娟、藍心湄的舞群（1986年～1990年代）。
早年活躍於舞台劇，在廣告「京都念慈菴川貝枇杷潤喉糖」系列中扮演孟姜女而開始走紅。
2003年第40屆金馬獎最佳女配角獎。
2004年第49屆亞太影展最佳女配角獎。
2008年第43屆金鐘獎以偶像劇《命中注定我愛你》入圍最佳女配角獎。
2011年第46屆金鐘獎以大愛電視長情劇展《你的眼我的手》獲得迷你劇集／電視電影女主角獎。
2012年第47屆金鐘獎憑電視劇《我可能不會愛你》獲得戲劇節目最佳女配角獎。

## 家庭
2014年12月1日，與小14歲的攝影師張熙明登記結婚。

## 演出作品

### 舞台劇
| 年份   | 劇團         | 劇名                                |
| ------ | ------------ | ----------------------------------- |
|        | 綠光劇團     | 《結婚．結婚．辦桌》                |
|        | 綠光劇團     | 《黑道害我真命苦》                  |
|        | 綠光劇團     | 《青春小鳥》                        |
|        | 綠光劇團     | 《人間條件2：她與她生命中的男人們》 |
|        | 綠光劇團     | 《人間條件3：台北上午零時》         |
|        | 綠光劇團     | 《人間條件4：一樣的月光》           |
|        | 綠光劇團     | 《人間條件5：男性本是飄泊的心情》   |
|        | 綠光劇團     | 《人間條件6-未來的主人翁》          |
|        | 綠光劇團     | 《人間條件7-我是一片雲》            |
|        | 綠光劇團     | 《清明時節》                        |
|        | 屏風表演班   | 《太平天國》                        |
| 1994年 | 屏風表演班   | 《西出陽關》                        |
| 1995年 | 屏風表演班   | 《半里長城》                        |
|        | 屏風表演班   | 《莎姆雷特》                        |
|        | 屏風表演班   | 《黑夜白賊》                        |
|        | 屏風表演班   | 《京戲啟示錄》                      |
| 1997年 | 屏風表演班   | 《未曾相識》                        |
| 1997年 | 屏風表演班   | 《三人行不行IV－長期玩命》          |
|        | 屏風表演班   | 《西出陽關》（真愛版）              |
| 2001年 | 春禾劇團     | 《歡喜鴛鴦樓》                      |
| 2004年 | 春禾劇團     | 《有錢沒命花》                      |
|        | 九九劇團     | 《誰家老婆上錯床》                  |
|        | 劇班子劇團   | 《東施眼裡出西施》                  |
|        | 親愛的劇團   | 《假期愉快》                        |
|        | 大風親子劇團 | 《睡美人》                          |
|        | 台北故事劇場 | 《花季未了》                        |
|        | 台北故事劇場 | 《露露聽我說》                      |
| 2022年 |              | 《會演是英雄》                      |

### 劇集
| 年 度    | 播出頻道                   | 劇 名                            | 飾 演                 |
| -------- | -------------------------- | -------------------------------- | --------------------- |
| 年份待考 | 八大                       | 寓言                             | 王瑟榛                |
| 年份待考 | 大愛                       | 老樹                             | 林秀                  |
| 2001年   | 台視                       | 天下第一狀                       | 賀母                  |
| 2001年   | 大愛                       | 燕子啊                           | 范母（鴛鴦）          |
| 2002年   | 大愛                       | 背影                             | 蕭林愛華              |
| 2002年   | 大愛                       | 新芽                             | 淑芬                  |
| 2002年   | 八大                       | 十八歲的約定                     | 夏美秀                |
| 2002年   | 華視                       | 流星花園II                       | 吳母                  |
| 2003年   | 大愛                       | 無處不在                         | 林秀枝                |
| 2003年   | 中視                       | Hi 上班女郎                      | 曹玉慧                |
| 2003年   | 中視                       | 粉紅教父小甜甜                   | 包院長                |
| 2003年   | 台視、東森                 | 求婚事務所第一單元《麻雀變鳳凰》 | 安安阿姨              |
| 2003年   | 台視                       | 牽手向明天                       | 張母                  |
| 2004年   | 大愛                       | 大愛的孩子                       | 大姊                  |
| 2004年   | 公視、三立                 | 住左邊住右邊                     | 孟姜女                |
| 2004年   | 公視                       | 絕地花園《英雄》（高雪氏症）     | 莊瑰如                |
| 2005年   | 華視                       | 我只在乎你                       | 林秀梅                |
| 2005年   | 台視、三立                 | 格鬥天王                         | 阿彩                  |
| 2005年   | 八大                       | 我是男子漢                       | 劉粉娥                |
| 2006年   | 中視、東森、無線收費電視台 | 深情密碼                         | 黃至玲                |
| 2006年   | 華視                       | 戀愛女王                         | 包玲瓏                |
| 2006年   | 緯來綜合台                 | 我的兒子是老大                   | 龍美惠                |
| 2007年   | 台視                       | 神機妙算劉伯溫第五單元《長生劫》 | 秦湘筠                |
| 2007年   | 華視                       | 親親小爸                         | 楊母                  |
| 2007年   | 八大                       | 至尊玻璃鞋                       | 鐵媽                  |
| 2007年   | 公視                       | 我在墾丁*天氣晴                  | 亮媽                  |
| 2007年   | 中視、八大                 | 18禁不禁                         | 夏媽媽                |
| 2008年   | 華視                       | 歡喜來逗陣                       | 趙含煙                |
| 2008年   | 華視、緯來綜合台           | 這裡發現愛                       | 潘李佩霞              |
| 2008年   | 台視、三立                 | 命中注定我愛你                   | 陳林西施/貴妃(媽媽桑) |
| 2008年   | 中視、八大                 | 我的億萬麵包                     | 曾黃水涼              |
| 2008年   | 緯來                       | 戲班遇到鬼                       | 秀姐                  |
| 2009年   | 台視、三立                 | 敗犬女王                         | 單林春枝              |
| 2009年   | 台視、三立                 | 那一年的幸福時光                 | 雷秀玉                |
| 2009年   | 台視、三立                 | 下一站，幸福                     | 花田喜氏              |
| 2009年   | 中視、三立                 | 老王同學會                       | 王林涼                |
| 2009年   | 華視                       | 魔女18號                         | 張本怡(假)廖春梅      |
| 2009年   | 華視、公視                 | 我在1949，等你(1949時期)         | 陳滿月(林鄉之母)      |
| 2009年   | 中視                       | 青梅竹馬                         | 羅彩英                |
| 2009年   | 緯來                       | 美味賭王                         | 陳媽                  |
| 2010年   | 台視、三立                 | 第二回合我愛你                   | 林美滿                |
| 2010年   | 台視                       | 飯糰之家                         | 廖美香                |
| 2010年   | 民視、八大                 | 泡沫之夏                         | 黃采妮                |
| 2011年   | 公視                       | 看見0.04的幸福                   | 宋媽                  |
| 2011年   | 台視、三立                 | 醉後決定愛上你                   | 林曉如                |
| 2011年   | 華視                       | 拜金女王                         | 蔡家惠                |
| 2011年   | 華視、東森戲劇台           | 真心請按兩次鈴                   | 鄭陳櫻子              |
| 2011年   | 民視、八大                 | 我可能不會愛你                   | 游美玲(程媽)          |
| 2011年   | 大愛                       | 人間渡系列- 你的眼我的手         | 許桃                  |
| 2011年   | 大愛                       | 人間渡系列- 峰迴青春路           | 江許明春              |
| 2012年   | 台視                       | 罪美麗                           | 青霞                  |
| 2012年   | 民視、八大                 | 原來愛·就是甜蜜                  | 甄美麗                |
| 2012年   | 台視、三立、東森戲劇台     | 我租了一個情人                   | 曾海玲                |
| 2013年   | 台視                       | 愛的生存之道                     | 郝道梅(蕾媽)          |
| 2013年   | 緯來                       | 黑道上錯身                       | 楚蔓                  |
| 2014年   | 緯來                       | 我叫侯美麗                       | 侯美麗                |
| 2014年   | 中視                       | 勇敢說出我愛你                   | 陳月霞                |
| 2014年   | 台視                       | 妹妹                             | 美姊                  |
| 2014年   | 中視、八大                 | 上流俗女                         | 美順                  |
| 2014年   | 大陸                       | 大女难嫁                         | 陶月貴                |
| 2015年   | 深圳衛視                   | 长在面包树上的女人               | 孙大姐                |
| 2016年   | 公視                       | 滾石愛情故事-愛的代價            | 花姨                  |
| 2018年   | 騰訊視頻                   | 幸福，近在咫尺                   | 吳大姐                |
| 2019年   | 江蘇衛視                   | 親·愛的味道                      | 紀韻鄕                |
| 2020年   | 公視、NHK                  | 路～台灣Express～                | 餐廳阿姨              |
| 2021年   | 民視、公視台語台           | 唐美雲歌仔戲 孟婆客棧            | 蓮嫂                  |
| 2022年   | 東森戲劇台、KKTV           | 我家浴缸的二三事                 | 魏倩如                |
| 2023年   | 公視                       | 牛車來去                         | 大姨                  |
| 2024年   | 公視                       | 我的婆婆怎麼那麼可愛2            | 公園路人              |
| 2024年   | 八大、Hami Video           | 妳是我的姐妹                     | 李愛珠                |

### 短篇電影
| 上映年份 | 電影名稱                      | 飾演     | 導演   |
| 2012年   | 主桌                          | 阿月     | 安邦   |
| 2021年   | 2021台灣永續行動周-地球永續篇 | 環保太太 | 李永豐 |

### 長篇電影
| 上映年份 | 電影名稱                                        | 飾演               | 導演            |
| 2003年   | 黑狗來了                                        | 劉寶珠             | 尹祺            |
| 2006年   | 國士無雙                                        | 六根               | 陳映蓉          |
| 2006年   | 心靈之歌                                        | 經理               | 吳宏翔          |
| 2007年   | 菊島之戀                                        |                    | 賴見和          |
| 2009年   | 聽說                                            | 黃母               | 鄭芬芬          |
| 2009年   | 帶我去遠方                                      | 旅行社老闆娘       | 傅天余          |
| 2009年   | 夏天協奏曲                                      | 沙蟲媽             | 黃朝亮          |
| 2010年   | 拍賣春天                                        | 應召站秘書         | 伍宗德          |
| 2010年   | 我，19歲                                        | N/A                | 鄭乃方          |
| 2012年   | 白天的星星                                      | 阿免姨             | 黃朝亮          |
| 2012年   | 球愛天空                                        | 承輝媽             | 澎恰恰          |
| 2013年   | 親愛的奶奶                                      | 媽媽               | 瞿友寧          |
| 2013年   | 大尾鱸鰻                                        | 二姨               | 邱瓈寬          |
| 2013年   | 分手合約                                        | 李行的媽           | 吳基桓          |
| 2013年   | 總舖師                                          | 愛鳳(膨風嫂)       | 陳玉勳          |
| 2014年   | 太平輪：亂世浮生                                | 阿滿               | 吳宇森          |
| 2014年   | 大宅們                                          | 雅玲媽媽           | 朱延平          |
| 2014年   | 等一個人咖啡                                    | 等一個人咖啡店顧客 | 江金霖          |
| 2014年   | 活路：妒忌私家偵探社                            | 林育敏             | 張世            |
| 2014年   | 我的Mr. Right                                   | 秀美               | 周學立          |
| 2015年   | 太平輪：驚濤摯愛                                | 阿滿               | 吳宇森          |
| 2015年   | 大囍臨門                                        | 錢頌伊             | 黃朝亮          |
| 2015年   | 落跑吧愛情                                      |                    | 任賢齊、羅安得  |
| 2015年   | 我們全家不太熟                                  | 神經妻             | 王傳宗          |
| 2016年   | 大尾鱸鰻2                                       | 二姨（祖兒）       | 邱瓈寬          |
| 2016年   | 大顯神威                                        | 三八美             | 辛季澧          |
| 2016年   | 銷售奇姬                                        | 美秀               | 卓立            |
| 2016年   | 一路順風                                        | 老許的老婆         | 鍾孟宏          |
| 2017年   | 健忘村                                          | 烏雲               | 陳玉勳          |
| 2017年   | 雖然媽媽說我不可以嫁去日本                      | 明美               | 谷內田彰久      |
| 2017年   | 大佛普拉斯                                      | 師姐               | 黃信堯          |
| 2018年   | 花甲大人轉男孩                                  | 方瑋琪母親         | 瞿友寧          |
| 2018年   | 王牌教師 麻辣出擊                               | 佟雅容             | 張哲書          |
| 2018年   | 為你寫詩                                        | 林護士             | 吳克群、李豐博  |
| 2019年   | 殺手不笨（星馬上映） （台譯：《殺手撿到槍》）   | 阿母               | 梁志強          |
| 2019年   | 五月天人生無限公司3D                            | 小吃店老闆娘       | 陳奕仁·仙草影像 |
| 2019年   | 下一任：前任                                    | 停車收費員         | 陳鴻儀、邱皓洲  |
| 2019年   | 陪你很久很久                                    |                    | 賴孟傑          |
| 2020年   | 殺手撿到槍（台灣上映） （星馬譯：《殺手不笨》） | 阿母               | 梁志強          |
| 2020年   | 喜從天降                                        | 主委               | 李中            |
| 2020年   | 消失的情人節                                    | 眼鏡男母親         | 陳玉勳          |
| 2021年   | 我沒有談的那場戀愛                              | 郭母               | 徐譽庭、許智彥  |
| 2023年   | 速命道                                          | 清潔阿姨           | 柯有謙          |
| 2023年   | 惡女                                            | 何秀蘭             | 宋欣穎          |
| 2023年   | 我最愛的笨男人                                  | 盈董               | 張喻閔          |
| 2024年   | 小子                                            | 菊嫂               | 王毓琦          |
| 2024年   | 夏日的檸檬草                                    | 曉夏媽             | 賴孟傑          |
| 未定     | 旅途愉快                                        |                    | 蔡美诗          |

### MV
- 1987年 藍心湄《鼓舞》
- 1992年 張清芳+優客李林 《出嫁》
- 1999年 曾寶儀《最懂得愛你》
- 1999年 陳小春《她的媽媽不愛我》
- 2001年 中國娃娃《害羞的男孩》
- 2011年 張信哲《花季未了》
- 2012年 林萬芳《Michelle的第一天》《罪美麗》電視劇片頭曲
- 2013年 林美秀《月亮代表我的心》《黑道上錯身》電影主題曲
- 2013年 林美秀《金罵沒ㄤ》《總舖師》電影插曲
- 2013年 糯米糰《三八阿花吹喇叭》 《總舖師》電影插曲
- 2013年 林俊逸《月光河》
- 2014年 林育羣+林美秀《粗線條》
- 2016年 五月天《頑固》
- 2017年 海裕芬《咕咾小姐》
- 2019年 家家《在家裡》
- 2020年 玖壹壹《LOCAL》
- 2020年 徐若瑄《好了啦》
- 2022年 玖壹壹 ft. 動力火車 、林美秀、范少勳《歡迎光臨》
- 2023年 陳竹昇+林美秀《Wedding Party》
- 2024年 林美秀《來春》
- 2024年 林美秀《烏貓》
- 2024年 林美秀《騙我騙到死》
- 2024年 林美秀《思念莫超過一暝》
- 2024年 林美秀《Holy佳哉》
- 2025年 林美秀《招家己跳舞》

## 主持作品
| 年份   | 頻道       | 節目                   |
| 2004年 | 八大第一台 | 《台灣之子》           |
| 2005年 | TVBS-G     | 《霹靂嬌娃》           |
| 2014年 | 超視       | 《33廚房》             |
| 2014年 | 八大第一台 | 《故鄉好滋味》         |
| 2019年 | 公視台語台 | 《全家有智慧》         |
| 2020年 | 民視       | 《這事有影嘸》         |
| 2022年 | 華視       | 《歡迎光臨-等你來家1》 |
| 2023年 | 超視       | 《一起吃飯吧！》       |
| 2025年 | 三立都會台 | 《瓜田冠軍的誕生》     |

## 廣告
- 泰山八寶粥
- 每朝双纖綠茶-颱風篇
- 每朝健康綠茶-中元普渡篇
- 老子有錢電玩遊戲
- 澡享沐浴乳
- 雅方國際企業《雅方羊肉水餃》
- 台灣林內工業《林內熱水器》
- La New皮鞋開學季買二送一
- 永信藥品非炎酸痛貼布
- 味丹企業《味味一品》盛湯系列－問路篇
- 味丹企業《味味一品》盛湯系列－厚工篇
- 花仙子企業《潔霜清潔系列》
- 耐斯企業《泡舒天然洗潔精》（與琇琴合作拍攝）
- 京都念慈菴喉糖－孟姜女篇
- 京都念慈菴喉糖－阿房宮篇
- 京都念慈菴喉糖－楊貴妃篇
- 京都念慈菴喉糖－包青天篇
- 京都念慈菴喉糖－挨罵傷老篇
- 京都念慈菴川貝枇杷膏－貴妃煮膏篇
- 雀巢立攝適
- 愛之味《愛之味醬瓜》－媳婦篇
- 大眾商業銀行信用卡
- 中華民國財政部酒品認證
- 和氣藥品《鳥頭牌愛福好》－《男人千萬不要剩一張嘴》篇
- 《哇！好神》網路拜拜服務平台－髮廊篇
- 中央存款保險公司《存款全額保障，延長至民國99年12月31日》－雜貨店篇
- 耐斯企業《泡舒洗衣皂》
- Uber Eats
- 澡享沐浴乳
- 妮維雅
- 漢來美食－來拌麵
- 妍美會－葉黃素
- 京城之霜
- PP石墨烯懶人塑崩褲
- 飛利浦萬用智慧鍋
- 阿米秀廚房
- 《老子有錢》線上娛樂益智遊戲-與曾國城代言

## 音樂作品

### 錄音室專輯
| 專輯 | 發行日期      | 專輯名稱         | 語言 | 曲目 |
| 1    | 2024年6月12日 | 《LADY PUM PUM》 | 台語 | 1. 烏貓 2. 騙我騙到死 3. 招家己跳舞 4. 思念莫超過一暝 5. 足想 6. 半燒冷 7. HOLY 佳哉 8. 緣分 9. 我的幸福拄仔好 10. 來春 |

### 獨唱單曲
- 2013 林美秀《月亮代表我的心》(《黑道上錯身》電影主題曲)
- 2013 林美秀《金罵沒ㄤ》(《總舖師》電影插曲)
- 2017 林美秀《一片雲》(《健忘村》電影主題曲)
- 2022 林美秀《媽媽的歌》(《孟婆客棧》電視劇插曲)

### 對唱單曲
- 2014 林育羣+林美秀《粗線條》
- 2021 曹雅雯+林美秀《你麥管》
- 2022 陳竹昇+林美秀《Wedding Party》

### 群唱單曲
- 2022 小咪+王金櫻+林美秀+方馨《詐騙無辜》(《孟婆客棧》電視劇插曲)
- 2022 玖壹壹+動力火車+林美秀+范少勳《歡迎光臨》

## 獎項紀錄

### 金馬獎
| 年份   | 獲提名         | 獎項                         | 結果 |
| ------ | -------------- | ---------------------------- | ---- |
| 2003年 | 《黑狗來了》   | 第40屆金馬獎 最佳女配角      | 獲獎 |
| 2013年 | 《金罵沒ㄤ》   | 第50屆金馬獎最佳原創電影歌曲 | 提名 |
| 2013年 | 《親愛的奶奶》 | 第50屆金馬獎最佳女配角       | 提名 |

### 台北電影獎
| 年份   | 獲提名     | 獎項                        | 結果 |
| ------ | ---------- | --------------------------- | ---- |
| 2014年 | 《總舖師》 | 2014年台北電影獎 最佳女配角 | 獲獎 |

### 金鐘獎
| 年份   | 獲提名                      | 獎項                                   | 結果 |
| ------ | --------------------------- | -------------------------------------- | ---- |
| 2008年 | 《命中注定我愛你》          | 第43屆金鐘獎 戲劇節目女配角獎          | 提名 |
| 2010年 | 《青梅竹馬》                | 第45屆金鐘獎 戲劇節目女配角獎          | 提名 |
| 2011年 | 《人間渡系列-你的眼我的手》 | 第46屆金鐘獎迷你劇集／電視電影女主角獎 | 獲獎 |
| 2012年 | 《我可能不會愛你》          | 第47屆金鐘獎 戲劇節目女配角獎          | 獲獎 |
| 2015年 | 《故鄉好滋味》              | 第50屆金鐘獎 行腳節目主持人獎          | 提名 |

### 亞太影展
| 年份   | 獲提名         | 獎項                      | 結果 |
| ------ | -------------- | ------------------------- | ---- |
| 2004年 | 《黑狗來了》   | 第49屆亞太影展 最佳女配角 | 獲獎 |
| 2013年 | 《親愛的奶奶》 | 第56屆亞太影展 最佳女配角 | 提名 |

### 金曲獎
| 年份   | 獲提名           | 獎項                          | 結果 |
| ------ | ---------------- | ----------------------------- | ---- |
| 2025年 | 《Lady Pum Pum》 | 第36屆金曲獎 最佳台語女歌手獎 | 提名 |

## 資料來源
1. ↑  民視「台灣演義」：國民媽媽林美秀 https://www.youtube.com/watch?v=BvLJam4PTiM （页面存档备份，存于）
2. ↑  娛樂中心. . 臺灣蘋果日報. 2008-05-25  [2015-02-02]. （原始内容存档于2016-03-08）.
3. ↑  王靖怡. . 中央通訊社. 2014-12-02  [2014-12-02]. （原始内容存档于2016-03-07）.
4. ↑  .   [2024-06-04]. （原始内容存档于2024-06-04）.

## 外部連結
- 林美秀的新浪微博
- 林美秀的Instagram帳戶
- 林美秀的Facebook專頁
- 林美秀在互联网电影资料库（IMDb）上的資料（英文）
- 林美秀在香港影庫上的簡介
- 林美秀在豆瓣上的资料（简体中文）
- 林美秀在时光网上的簡介（简体中文）
- 林美秀在台灣電影網上的資料（繁體中文）